# Afrilobus
Afrilobus là một chi nhện trong họ Orsolobidae.